# ディフェクター
『ディフェクター』（Defector）は、イギリスのギタリスト、スティーヴ・ハケットが1980年に発表した4作目のスタジオ・アルバム。

## 背景
本作からの第1弾シングル「ザ・ショウ」のB面にはアルバム未収録曲「ヘラクレス・アンチェインド」が収録され、この曲は2005年リマスターCDにボーナス・トラックとして追加収録された。その後、「センチメンタル・インスティテューション」もシングル・カットされている。

## 反響・評価
全英アルバムチャートでは7週トップ100入りして最高9位を記録し、ハケットのソロ・アルバムとしては唯一、全英トップ10入りを果たした。アメリカでは6週Billboard 200入りし、最高144位を記録した。ノルウェーのアルバム・チャートでは自身初のトップ40入りを果たし、最高22位を記録した。
Steve Kurutzはオールミュージックにおいて5点満点中2.5点を付け「音楽的には初期ジェネシスから、決してかけ離れていない」「エマーソン・レイク・アンド・パーマー、イエス、キング・クリムゾンの全アルバムを持っており、更なるコレクションを探しているマニア向けの作品」と評している。

## 収録曲
特記なき楽曲はスティーヴ・ハケット作。1. 3. 5. 6. 7.はインストゥルメンタル。
1. ザ・ステップス - "The Steppes" - 6:05
2. タイム・トゥ・ゲット・アウト - "Time to Get Out" - 4:12
3. スローガンズ - "Slogans" - 3:57
4. リーヴィング - "Leaving" - 3:04
5. トゥー・ヴァンプス・アズ・ゲスツ - "Two Vamps as Guests" - 1:53
6. ジャクージー - "Jacuzzi" - 4:36
7. ハンマー・イン・ザ・サンド - "Hammer in the Sand" - 3:10
8. ザ・トースト - "The Toast" - 3:42
9. ザ・ショウ - "The Show" - 3:40
10. センチメンタル・インスティテューション - "Sentimental Institution" (Steve Hackett, Peter Hicks) - 2:33

### 2005年リマスターCDボーナス・トラック
1. ヘラクレス・アンチェインド - "Hercules Unchained" (S. Hackett, P. Hicks) - 2:44
2. センチメンタル・インスティテューション（ライヴ） - "Sentimental Institution (Live at the Theatre Royal, Drury Lane)" (S. Hackett, P. Hicks) - 3:02
3. ザ・ステップス（ライヴ） - "The Steppes (Live at the Reading Festival)" - 6:33
4. スローガンズ（ライヴ） - "Slogans (Live at the Reading Festival)" - 4:19
5. クロックス（ライヴ） - "Clocks - The Angel of Mons (Live at the Reading Festival)" - 5:54

### 2016年デラックス・エディション盤ボーナス・トラック
1. ヘラクレス・アンチェインド - "Hercules Unchained" (S. Hackett, P. Hicks) - 2:44
2. センチメンタル・インスティテューション（ライヴ） - "Sentimental Institution (Live at the Theatre Royal, Drury Lane)" (S. Hackett, P. Hicks) - 2:38

### 2016年デラックス・エディション盤ボーナス・ディスク
全曲とも1981年のレディング・フェスティバルにおけるライブ録音である。
1. ジ・エアー・コンディションド・ナイトメア - "The Air Conditioned Nightmare" - 4:42
2. エヴリ・デイ - "Every Day" - 6:47
3. エース・オブ・ワンズ - "Ace of Wands" - 6:45
4. ファニィ・フィーリング - "Funny Feeling" (S. Hackett, Nick Magnus) - 4:17
5. ザ・ステップス - "The Steppes" - 6:15
6. オーヴァーナイト・スリーパー - "Overnight Sleeper" (S. Hackett, Kim Poor) - 4:52
7. スローガンズ - "Slogans" - 4:41
8. ア・タワー・ストラック・ダウン - "A Tower Struck Down" (S. Hackett, John Hackett) - 3:14
9. スペクトラル・モーニングス - "Spectral Mornings" - 6:10
10. ザ・ショウ - "The Show" - 4:34
11. クロックス - "Clocks - The Angel of Mons" - 6:05

## 参加ミュージシャン
- スティーヴ・ハケット - ギター、ギターシンセサイザー、エレクトリックピアノ、ボーカル
- ピーター・ヒックス - ボーカル
- ジョン・ハケット - フルート、アルトフルート
- ニック・マグナス - キーボード
- ディック・キャドバリー - ベース、ボーカル
- ジョン・シェアラー - ドラムス、パーカッション